# Mormodes lobulata
Mormodes lobulata är en orkidéart som beskrevs av Rudolf Schlechter. Mormodes lobulata ingår i släktet Mormodes och familjen orkidéer. Inga underarter finns listade i Catalogue of Life.